# エイヤフィヤトラヨークトル

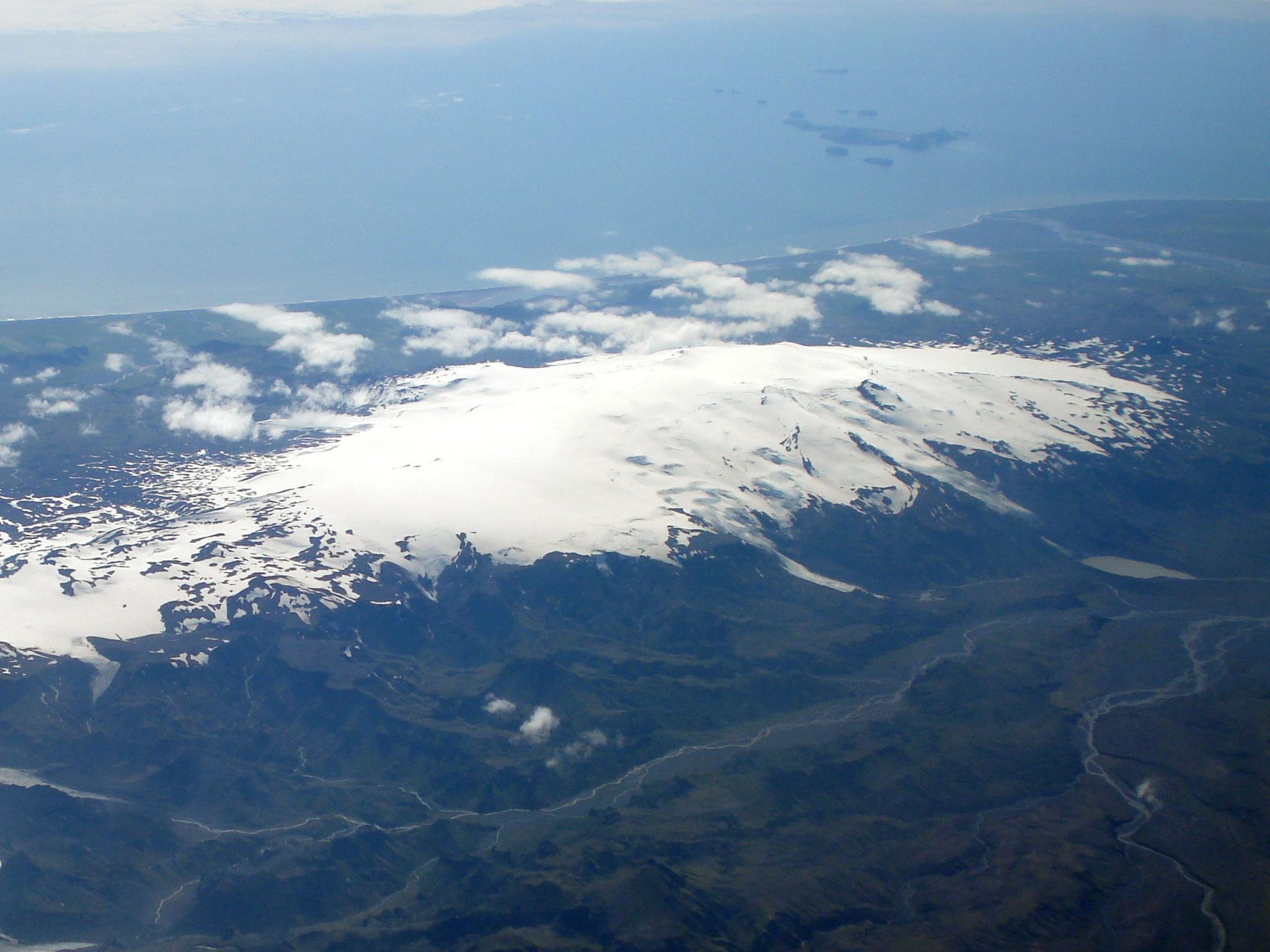
空撮

アイスランドの活火山地帯と火山系。

エイヤフィヤトラヨークトル（Eyjafjallajökull、発音: [ˈeiːjaˌfjatlaˌjœːkʏtl]  listen、エイーヤフィアㇳラユァークィㇳㇽ「島の山の氷河」の意）は、アイスランドにある氷河のひとつである。立地としてはスコゥガル村の北、及びミールダルスヨークトルの西に位置している。すぐ横にカトラ火山がある。

## 概要
この地域は、70万年ほど前より氷帽が火山（標高1,666 m）を覆っており、氷期以来滅多にこの火山が噴火することはなかった。特に、アイスランドで圧密が始まった1100年前以降は、噴火した記録は4度だけしかない。
直近の噴火は2010年3-4月のもので、その次に新しい記録としては1821年から1823年にかけての噴火がある。このときの噴火では同時に氷河湖決壊洪水も発生している。それよりも過去の噴火は1612年と920年に記録されている。 この火山の火口は直径は3 kmから4 kmあり、その周りを100 km2の氷河が覆っている。
山の南端はかつて大西洋に面した海岸線の一部をなしていたが、その後海岸線は5 kmほど後退し、かつての海岸線は高く切り立った崖となった。その崖ではスコゥガフォスやセリャラントスフォスなどの美しい滝を見ることができる。強風時には、小さな滝では水が舞い上げられることにより、まるで水が山へ登っていくかのような光景が見られる。

## 火山として

### 1821年から1823年にかけての噴火
このときの噴火は小規模なものだった。
しかし、それにより出た損害は予想以上に大きなものだった。フッ化物を多量に含んだ火山灰や有毒ガスにより、人や家畜が深刻なダメージを受け、同時に中規模の氷河湖決壊洪水も発生し、マルカルフリョゥト (Markarfljót) 川やホルスアゥ (Holtsá) 川の流域が被害を受けた。
最初の噴火は1821年の12月19日から20日にかけて始まり、翌日まで続いた。このときの火山灰は、火山の南から西にかけての地域に特に集中して落下した。
それ以降、1822年6月までは噴火は一時沈静化した状態が続いた。
同年6月末から8月初旬にかけて2度目の大規模な噴火が発生した。このとき噴き上げられた火山灰は南西はレイキャヴィーク付近のセルチャルトナルネース半島、北はエイヤフィヨルズル峡湾にまで到達するほど広範囲に降り注いだ。
その後、8月から12月にかけての期間は火山活動は小康状態となった。しかし、その間もエイヤフィヨルズル (Eyjafjörður) では有毒ガス中毒によるものと思われる牛や羊の死亡が相次いだ。また、ホルスアゥ (Holtsá) 川では小規模な氷河湖決壊洪水も続発していた。その中でも最も規模が大きかった事例は、マルカルフリョゥト (Markarfljót) 川近くの平原を水浸しにしたものであった。だが、資料が不足しているため、その洪水の発生した詳しい日時までは不明である。
1823年、数名のハイキング・グループがエイヤフィヤトラヨークトルの火口の観察に訪れた。そのときに新たな噴火口が、グヴズナステイン (Guðnasteinn) から少しだけ西に位置するカルデラの最高点付近で発見された。
1823年春、カトラ山にほど近いミールダルスヨークトル氷河の地下で噴火が起こり、同時にエイヤフィヤトラヨークトルの火山の頂上から水蒸気の柱が立ち上った。
1821年の噴火の際に噴出した火山灰の痕跡はアイスランド南部の各地で見つかっている。この火山灰の色は濃い灰色で、きめが細かく、二酸化ケイ素を68%から70%ほど含んだ中性火成岩 (intermediate igneous rock) であることが特徴である。

### 2010年の噴火

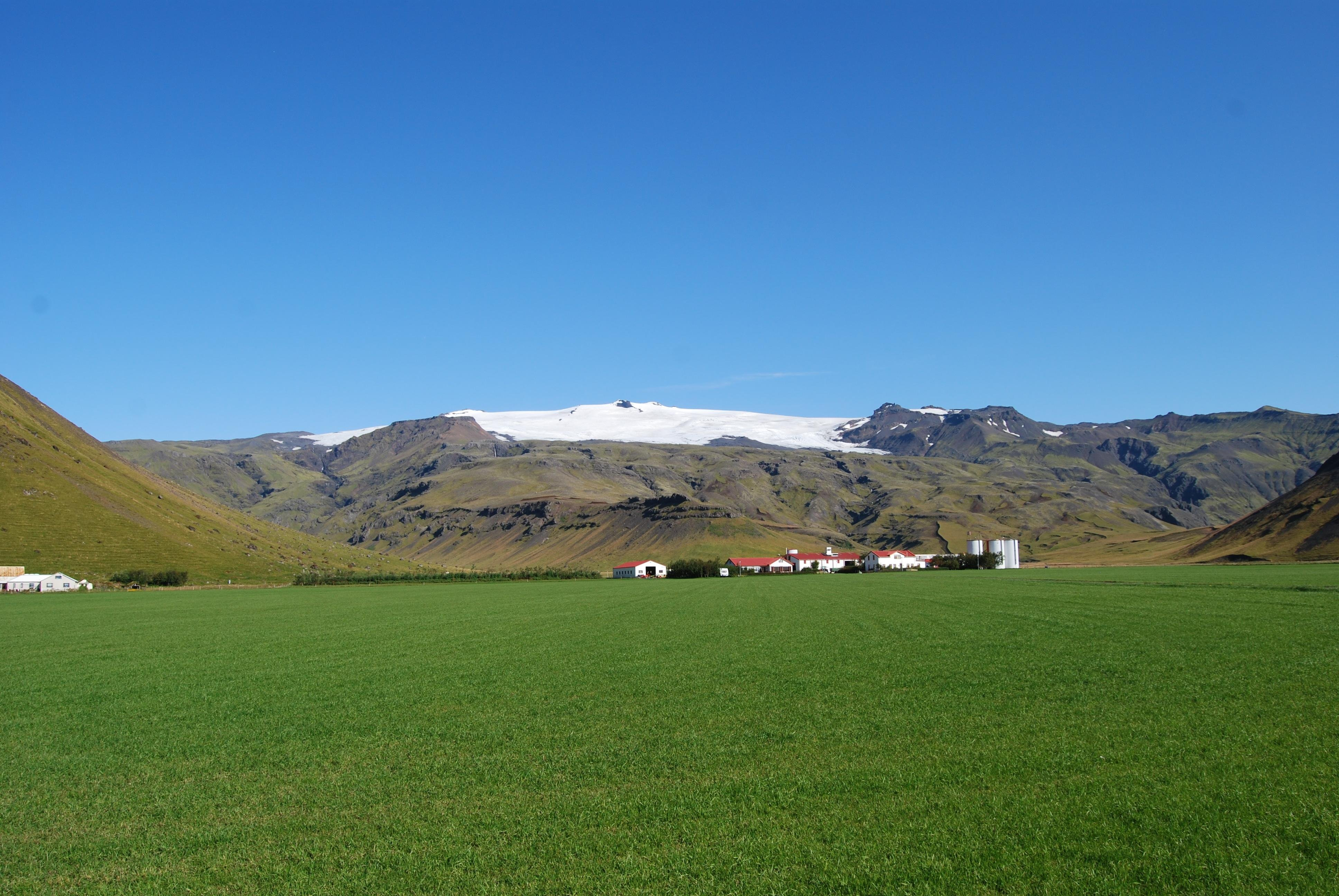
2009年8月に国道1号線（環状線）より撮影されたエイヤフィヤトラヨークトルの写真。

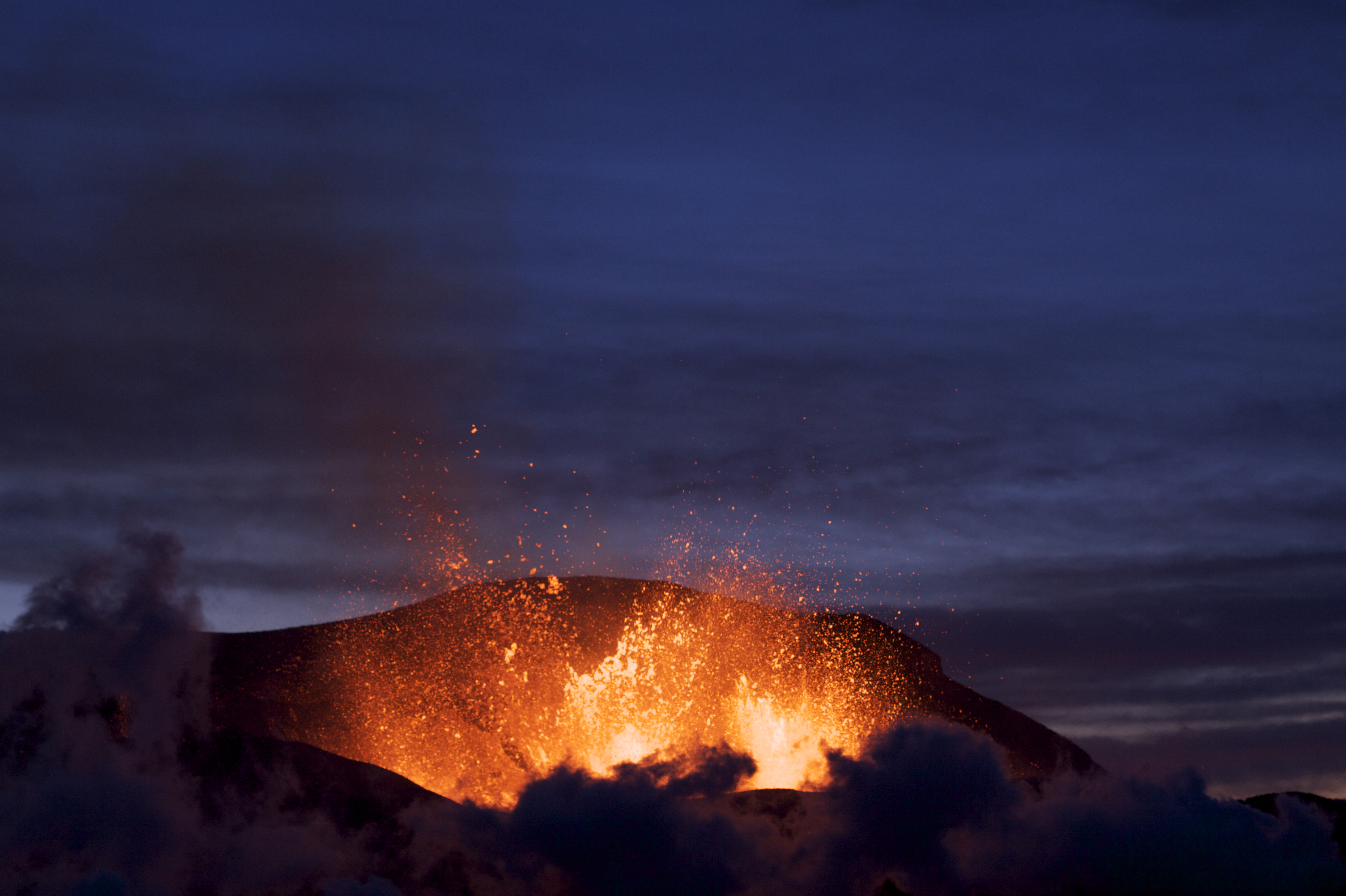
2010年3月27日の噴火。

2009年12月ごろ、火山地域で地震活動が検出されたが、それは火山の地下7 - 10キロメートル（4.3 - 6.2マイル）の深さで起こっている何千回もの小さな地震（地震計によれば大部分はマグニチュード1か2、数回はマグニチュード3より大きいもの）であった。2010年2月26日に、アイスランドの気象研究所によって、地殻の急激な膨張に加えて異常な地震活動が記録された。地球物理学者はこのことを、エイヤフィヤトラヨークトルの火山のマグマだまりにマグマが地殻の下部から流れ込んでいた証拠だと考えた。そして作用によって生じる圧力は、ソルヴァルスエイリ農場 (Þorvaldseyri) で大規模な地殻の移動を引き起こした。地震活動は増加し続け、そして、3月3日から5日にかけて、約3,000回の地震が火山の中心で測定された。
噴火は、2010年3月20日にフィムヴェルズハゥルスと呼ばれるハイキングで人気がある地域に所在する火山の頂上の噴火口のおよそ8キロメートル（5.0マイル）東において始まったと考えられている。この最初の噴火は氷河の中で起こったものではなく亀裂の中で起こり、一部の地質学者が考えていたより規模も小さかった。
2010年4月14日、エイヤフィヤトラヨークトルは短期間休止した後にふたたび噴火した。今度は氷河の中央の頂上部の噴火口から氷河湖決壊洪水（別名ヨークルフロイプ(en)）を引き起こし、大量の水が近くの川に流入したため800人の住民が避難を強いられた。噴火は自然の爆弾となり、フィムヴェルズハゥルスでの以前の噴火より10 - 20倍はより大きい規模と推定される。この2度目の噴火は、数キロメートル上空の大気に火山灰を噴き上げて拡散した。そしてそれは、2010年4月15日より始まったヨーロッパ上空の大部分の空域の閉鎖の原因となり、北西ヨーロッパに航空混乱をもたらした。噴火はまた、まれに見る激しい雷雨(en)を生じさせた。

### カトラ火山との関係性

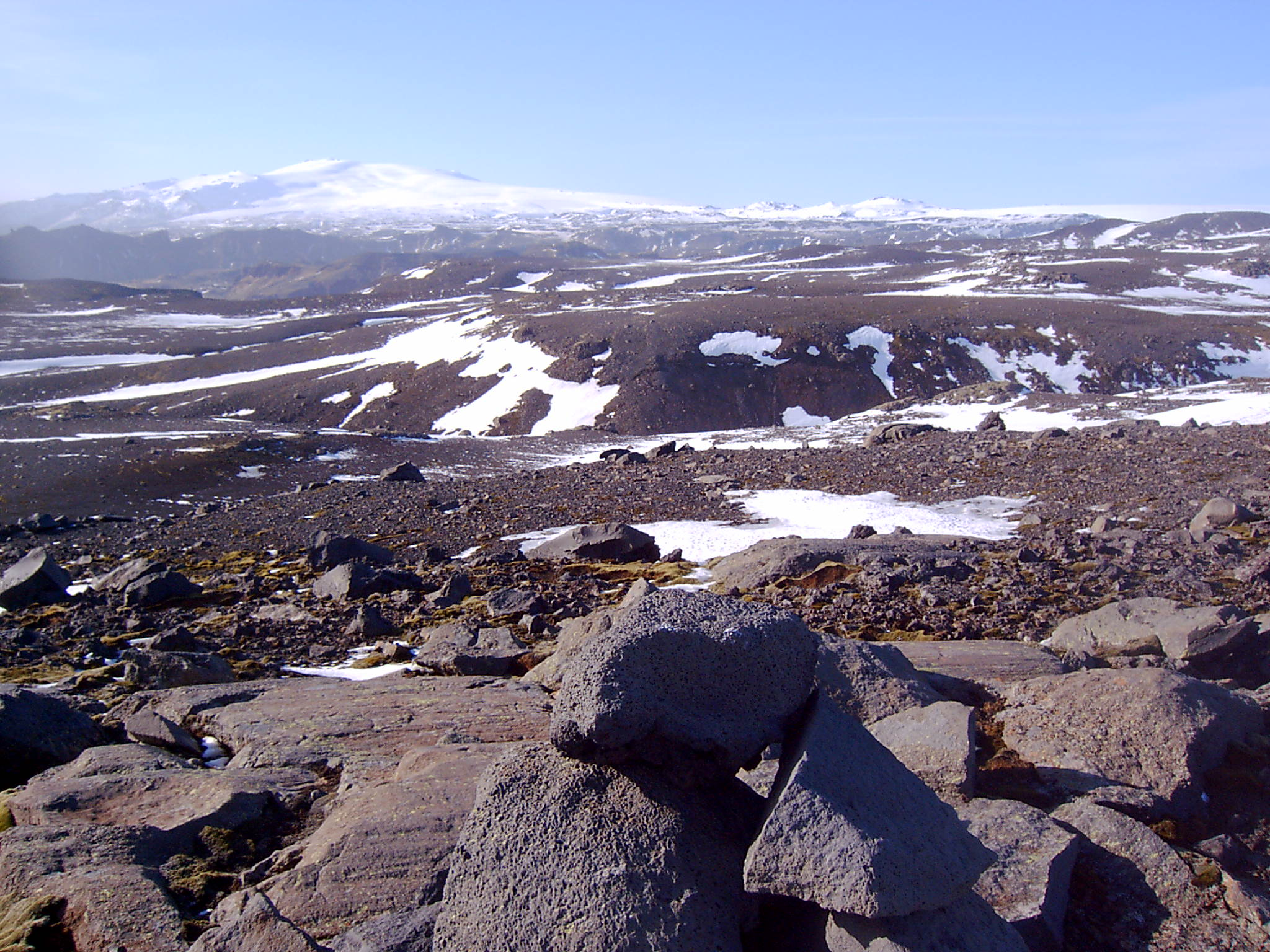
2006年3月のエイヤフィヤトラヨークトル。カトラ火山の上の氷河、Sólheimajökullの上のレクリエーション地域から見たところ。

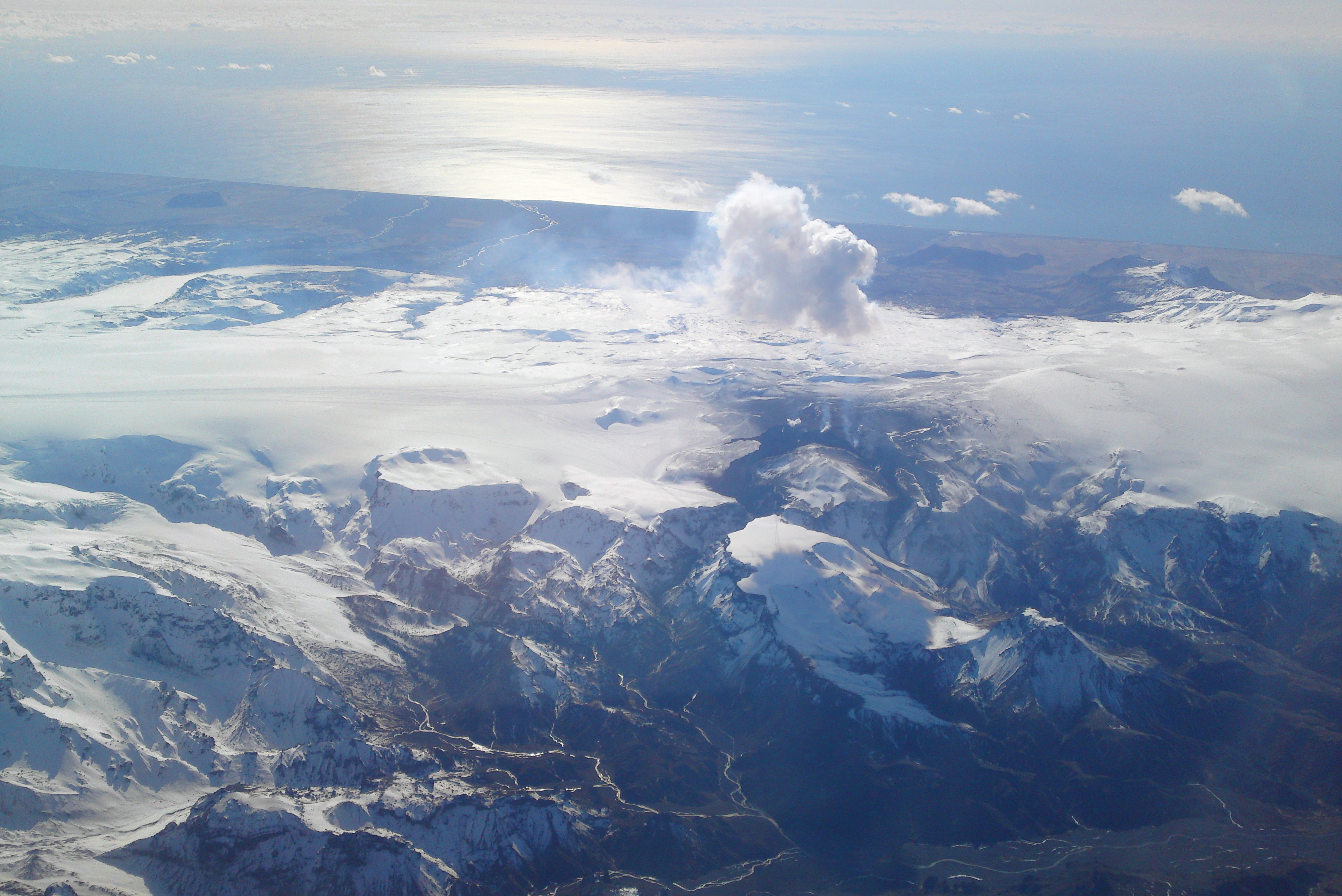
2010年4月4日に高度10,000メートル（32,800フィート）から撮影された北の方角からの写真。（左から右へ）ミールダルスヨークトル氷河（ミルダルスヨークトル）、フィムヴェルズハゥルス、エイヤフィヤトラヨークトル。

この2010年の噴火を除けば、ここ1100年の間にエイヤフィヤトラヨークトルでは3回の噴火が起きている。920年、1612年、そして1821年から1823年にかけての噴火である。この3つの事件はどれもカトラ火山の噴火の直前に発生している。2010年3月20日より、カトラ火山に近いフィムヴェルズハゥルス (Fimmvörðuháls) 峠で噴火が発生しているため、近いうちにカトラ火山も噴火するのではないかとの憶測が飛び交っている。カトラ火山はエイヤフィヤトラヨークトルの火山と比べてもはるかに活発な活火山であり、巨大なマグマ溜まりを有し、強力な噴火を起こしてきたことで知られているが、現在のところ地殻変動や火山性地震などの異常の兆候は確認されていない。しかし、先述したようなエイヤフィヤトラヨークトルの噴火とカトラ火山の噴火の関係性は強く信じられており、カトラ火山噴火の可能性を完全に排除することはできていないのが現状である。
アイスランドの地理学者の中には「カトラ火山で噴火が発生した場合、氷河の氷が融解することにより大洪水が発生する可能性がある」と指摘する者もいる。
オラフル・ラグナル・グリムソン大統領は2010年のテレビ演説で「カトラ火山が爆発したらこれまでの混乱はほんのリハーサルだったと思うでしょう。各国は警戒する必要があります」と述べた。

## 地名の由来
「エイヤ」（eyja; ey の複数属格不定形）はアイスランド語で「島（島々の）」を、「フィヤトラ」（fjalla; fjall の複数属格不定形）は「山（山々の）」を、「ヨークトル」 (jökull) は「氷河」を意味する。
この地方には昔より、火山の周辺に点在する小山を指す言葉として「エイヤフィヨットル」（Eyjafjöll、「島の山」の意）という言葉があった。スコゥガル村及び博物館の周辺の地域は"undir Eyjafjöllum"（under the mountains Eyjafjöll = エイヤフィヨットル山系の麓）と呼ばれていた。